# SpeedCrunch
SpeedCrunch è una calcolatrice scientifica e finanziaria open source.
Il software è scritto in linguaggio C utilizzando le librerie software Qt4, compilato con CMake e funziona su tutti i sistemi operativi.
SpeedCrunch è calcolatrice scientifica multifunzione, con precisione arbitraria, facilmente personalizzabile. Permette di eseguire tutte le operazioni abituali del calcolatore portatile (palmare) o le operazioni di calcolo online e molto altro.
Anche se serve come sostituto per la calcolatrice integrata nel sistema operativo del personal computer offre molte caratteristiche potenti che non sono disponibili tutte insieme in qualsiasi altro calcolatore, sia esso palmare o PC. È abbastanza semplice da usare nonostante la molteplicità di funzioni. L'immissione dati avviene come una espressione matematica (non necessita del segno dopo l'ultima cifra/valore immesso) e il risultato può essere visualizzato in anteprima.
Può essere usato anche senza installazione nel sistema operativo.
La pagina sul sito è consultabile in 9 lingue, tra le quali l'italiano. Il software è disponibile in 22 lingue, tra le quali l'italiano.

## Storia
Da un'idea di Roberto Alsina, sviluppata da Ariya Hidayat e Helder Correia prese il via questo progetto, 

ora mantenuto principalmente, oltre ai nominati in premessa, da Alessandro Portale, Johan Thelin, Petri Damstén, Wolf Lammen e molti altri.
È la calcolatrice di default di KDE e GNOME ed in genere del sistema operativo Linux.

Dal 27 febbraio 2011 è disponibile anche su piattaforma Maemo.

## Funzioni Principali
Il valore di precisione è impostabile sino a 50 cifre decimali da parte dell'utente:
- storia e risultati su un display scorrevole, copiabile, esportabile
- fino a 50 decimali di precisione
- variabili memorizzabili illimitate
- completamento automatico intelligente
- uso completo anche da tastiera (oltre alla tastiera virtuale)
- più di 50 funzioni matematiche incluse
- tastierino virtuale opzionale da usare con un mouse
- calcolo on-the-fly e calcolo della selezione
- aspetto personalizzabile
- evidenziatore sintattico con accoppiatore di parentesi

### Funzioni Matematiche
SpeedCrunch ha un gran numero di funzioni che sono tutte calcolate con precisione arbitraria.
- Scientifiche: trigonometriche (inverse e iperbole), logaritmiche, esponenziali (basi da 2 a 36 e in base e), ecc.
- Algebriche: quadrato, cubo, ennesima potenza, radice quadrata, radice cubica, radice ennesima, percentuale, ecc.
- Fattoriali: fattoriale, permutazioni, combinazioni.
- Statistiche: media, somma dei quadrati, deviazione standard, capacità di processo, ecc.
- Binarie: and, or, xor, not, scostamento, e inverse.
- Memoria: last, X↔Y, X↔M, M+, MS, ecc. con standard variabile singola (single-variable memory), e variabili illimitate utilizzando statistiche di archiviazione dati.